# Anthranilamid
Anthranilamid ist eine chemische Verbindung aus der Gruppe der Carbonsäureamide.

## Gewinnung und Darstellung
Anthranilamid kann durch Reaktion von Ammoniak, Ammoniumcarbonat und Ammoniumchlorid mit Isatosäureanhydrid gewonnen werden.

## Eigenschaften
Anthranilamid ist ein brennbarer, schwer entzündbarer, kristalliner, farbloser bis gelblicher, geruchloser Feststoff, der schwer löslich in Wasser ist.

## Verwendung
Anthranilamid kann zur nicht-selektiven, effizienten Fluoreszenzmarkierung von Glykanen verwendet werden. Es wird auch als Acetaldehydfänger in PET-Flaschen und als Zwischenprodukt für Farbstoffe, Pharmazeutika, Treibmittel und andere Chemikalien eingesetzt. In Schmierölen für Triebwerke, verhindert es Kupfer- und Magnesiumkorrosion.